# Barchín del Hoyo
Barchín del Hoyo – gmina w Hiszpanii, w prowincji Cuenca, w Kastylii-La Mancha, o powierzchni 65,25 km². W 2011 roku gmina liczyła 91 mieszkańców.